# غضنفر موسی‌بگوف
غضنفر محمود اوغلی موسی‌بگوف (ترکی آذربایجانی: غضنفر محمود اوغلی موسی‌بگوف, ترکی آذربایجانی: Qəzənfər Mahmud oğlu Musabəyov، ۲۶ ژوئیه [سبک قدیمی: ۱۴ ژوئیه] ۱۸۸۸ – ۹ فوریه ۱۹۳۸) یک انقلابی بلشویک آذربایجانی و از رجال سیاسی شوروی بود. وی از سال ۱۹۲۹ تا ۱۹۳۱ رئیس کمیته اجرایی مرکزی جمهوری سوسیالیستی آذربایجان بود و از سال ۱۹۳۱ تا ۱۹۳۶ ریاست دولت جمهوری فدراتیو سوسیالیستی قفقاز جنوبی را بر عهده داشت. در خلال پاکسازی بزرگ، موسی‌بگوف (ژوئن ۱۹۳۷) به اتهام توطئه علیه دولت شوروی دستگیر، و به اعدام محکوم شد و در ۹ فوریه ۱۹۳۸ پس از مادرش اعدام شد. خواهر او آینه سلطان‌اوا و برادر همسرش حمید سلطان‌اف، هر دو از انقلابیون و سیاستمداران بلندپایه بلشویک آذربایجان نیز در سال ۱۹۳۸ اعدام شدند.

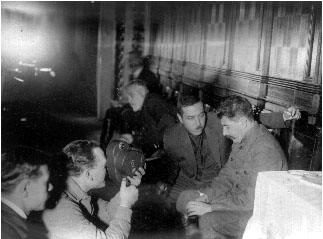
موسی‌بگوف با استالین در سخنرانی کمیته اجرایی مرکزی اتحاد جماهیر شوروی در دسامبر ۱۹۲۸.

یک کشتی باری آذربایجانی به نام او نامگذاری شده است.
وی همچنین برندهٔ جوایزی همچون نشان پرچم سرخ کار شده است.